# Ornithomya rupes
Ornithomya rupes är en tvåvingeart som beskrevs av Roger A. Hutson 1981. Ornithomya rupes ingår i släktet Ornithomya och familjen lusflugor. Inga underarter finns listade i Catalogue of Life.